# Splendrillia triconica
Splendrillia triconica é uma espécie de gastrópode do gênero Splendrillia, pertencente a família Drilliidae.